# Amblystegium badium x latifolium
Amblystegium badium x latifolium là một loài rêu trong họ Amblystegiaceae. Loài này được Arnold mô tả khoa học đầu tiên năm 1890.